# Strahlqualität

Der Strahlverlauf eines realen Laserstrahles (grün) hat einen größeren Divergenzwinkel als der eines idealen Gaußstrahls (rot)

Die Strahlqualität {\displaystyle K}, auch Strahlqualitätskennzahl, Strahlpropagations- oder K-Faktor genannt, ist ein dimensionsloses Gütemerkmal von Laserstrahlung.
Prinzipiell sagt sie etwas darüber aus, wie gut ein Laserstrahl fokussierbar ist und wie schnell er sich bei der Ausbreitung relativ zu seinem Durchmesser aufweitet (Divergenz, Strahlparameterprodukt).
Die Strahlqualität K ist der Kehrwert der Beugungsmaßzahl M2 und gibt daher den Divergenzwinkel {\displaystyle \varphi } eines idealen Gaußstrahls im Vergleich zum Divergenzwinkel eines realen Laserstrahls mit gleichem Durchmesser an der Strahltaille an:
{\displaystyle K={\frac {1}{M^{2}}}={\frac {\varphi _{\mathrm {Gauss} }}{\varphi _{\mathrm {real} }}}}
- bei einem idealen Laserstrahl (Grundmode, TEM 00) gilt {\displaystyle M^{2}=1\Rightarrow K=1}
- bei einem realen Laserstrahl {\displaystyle M^{2}>1\Rightarrow K<1.}

Ein realer Laserstrahl ist also schlechter durch eine Linse bzw. eine Fokussieroptik (z. B. einen Hohlspiegel) fokussierbar als ein idealer Laserstrahl. Dies drückt sich dadurch aus, dass sich bei realen Strahlen lediglich ein Bereich (Brennfleck) bildet, der bestimmte Abmessungen in einer bestimmten Entfernung nicht unterschreiten kann. D.h. der Querschnitt eines realen Laserstrahls – auch eines fokussierten – ist immer größer null. Dies resultiert aus der endlichen Wellenlänge der Strahlung und daraus, dass reale Laserstrahlen meist nicht die ideale Leistungsverteilung aufweisen, d. h. ihre Leistung nimmt zum Rand des Strahls hin nicht nach allen Seiten gleichmäßig ab. Der Grund hierfür sind transversale Schwingungsmoden im Laserresonator, was zu Leistungsspitzen und -tälern im Strahl führt, die zugleich Richtungsabweichungen sind.
Die Divergenz eines Laserstrahles, d. h. das Auseinanderlaufen des Strahles bei seiner Ausbreitung (Strahlpropagation), wird durch die Numerische Apertur oder durch Winkelangaben beschrieben. Bedingt durch die Resonatorgeometrie können die Winkel in beiden Raumrichtungen verschieden sein, was dazu führt, dass Höhe und Durchmesser bzw. Breite des Brennflecks voneinander abweichen. Das ist besonders bei Laserdioden und Diodenlasern der Fall.
Um z. B. in einer Bearbeitungsmaschine einen großen Strahlweg in Luft ohne großes Auseinanderlaufen zurückzulegen, muss ein Laserstrahl eine geringe Divergenz aufweisen.
Sowohl die Divergenz als auch die Fokussierbarkeit kann durch eine Strahlaufweitung verbessert werden (siehe Teleskop): mit einer Anordnung aus zwei Linsen oder Spiegeln wird der Querschnitt des Strahls zugunsten seiner Parallelität vergrößert. Allerdings sind dann größere und genauere Fokussierlinsen bzw. -spiegel erforderlich.